# La Quête de Mohawks
 (juillet 2015).
Si vous disposez d'ouvrages ou d'articles de référence ou si vous connaissez des sites web de qualité traitant du thème abordé ici, merci de compléter l'article en donnant les références utiles à sa vérifiabilité et en les liant à la section « Notes et références ».
La Quête de Mohawks est le 2e et dernier tome du roman Le Grand Voyage de Nicolas Vanier, publié en collaboration avec Virginie Jouannet en 2012 chez XO éditions. Il fait suite à Mohawks et les Peuples d'en haut, publié en 2011, et se déroule comme lui [Où ?] [Quand ?].

## Résumé
Chez les Sakhas, Mohawks troque ses rennes contre un poney. Il détèle Niania réengrossée. Par la Lena, il arrive chez les Evenks et Niania y a 6 chiots. Il troque le poney, le traineau et 3 chiots contre un kayak de mer. La meute le suit sur la cote. Il arrive à Kiruna qui a été détruit, où ne reste qu'Aki. Il retrouve les survivants enfuis et s'éprend d'Anja. Ils l'emmènent à la chasse à la baleine. Il repart vers le cap nord, arrive à Akuliat et attèle les jeunes chiens. Des norvégiens l'abandonnent sur une ile sans ses chiens. Il tue un ours polaire et s'échappe grâce à une voile en peau de phoques pour sa chaloupe abandonnée. Il rejoint Anja qui repart avec lui et 12 saamis. Ils vont voir leurs ancêtres sur l'ile de Kalaallit. Ils donnent un traineau, des chiens et une boussole à Mohawks qui part chercher ses chiens. Il rejoint Anja sur l'ile de Nain et repart avec elle. L'indien Kitaani les héberge et leur montre un fusil troqué aux norvégiens. Mohawks découvre que c'est son père. Ils retrouvent les norvégiens et récupèrent la meute et les statuettes mais Kitaani est tué. Il rejoint Anja à Nain, le chaman lui donne une statuette et ils repartent. Ils troquent à un blanc le dernier diamant et la peau d'ours contre 2 chevaux. Ils rentrent chez Mohawks et Anja a un fils, futur Zuyis des Zuyis.[pas clair]